# Странка слободе и правде
Странка слободе и правде (скраћено ССП) је социјалдемократска политичка странка у Србији. Води је Драган Ђилас.
Основана је 2019. спајањем Левице Србије и Зелене еколошке партије — Зелени. Била је чланица Савеза за Србију (СЗС), коалиције опозиционих политичких странака коју је Ђилас покренуо 2018. Заједно са СЗС, бојкотовала је парламентарне изборе 2020, тврдећи да нису слободни и поштени. Након избора, постала је део Удружене опозиције Србије (УОПС), наследника СЗС. УОПС је распуштен у јануару 2021. због спорова између ССП и Народне странке (Народна). Крајем 2021. ССП и Народна су се поново удружиле заједно са Покретом слободних грађана и Демократском странком како би формирале савез Уједињени за победу Србије (УЗПС), који је озваничен у фебруару 2022 и који је учествовао на општим изборима 2022. На изборима је ССП освојила 10 мандата у Народној скупштини и 6 у Скупштини града Београда. УЗПС је распуштен после избора. На изборима 2023. била је део коалиције Србија против насиља.
ССП је политичка странка левог центра и представља опозицију Српској напредној странци. Подржава антикорупцију и противи се партијском запошљавању, а залаже се за пореске реформе које би увеле прогресивно опорезивање. Позива се на увођење новог закона о раду. Подржава приступање Србије Европској унији и права ЛГБТ+ особа у Србији. Жели да Србија усклади своју спољну политику са Европском унијом и уведе санкције Русији поводом инвазије Русије на Украјину. Критиковала је улагања Кине у инфраструктуру Србије и усвојила платформу у којој је обећала „помирење, сарадњу и прихватање различитости” између држава на Балкану. Поједини аналитичари су критиковали ССП због своје недоследне и нејасне политике, као и сумњу да јој је једини циљ свргавање Александра Вучића с власти. Присталице ССП су проевропски оријентисане, а себе виде и као друштвено прогресивне. ССП има статус посматрача унутар Партије европских социјалиста.

## Историја

### Позадина и оснивање
Странка слободе и правде (ССП) настала је од Зелене еколошке партије – Зелени (ЗЕП—Зелени), политичке странке која је основана 2008. Дејан Булатовић је био вођа ЗЕП—Зелених после 2015. Увео је странку у коалицију са Зеленима Србије (ЗС), која се распала пред председничке изборе 2017, и била је део коалиције Грађански блок 381 која је образована 2018. на челу са Покретом слободних грађана (ПСГ). У новембру 2018. странка ЗЕП—Зелени је напустила Блок. Месец дана касније, ЗЕП–Зелени се придружила Савезу за Србију (СЗС), опозиционом политичком савезу који је покренуо Драган Ђилас током 2018. Низ антивладиних протеста почео је у децембру 2018. након физичког напада на Борка Стефановића. СЗС је подржао протесте.
У марту 2019. објављено је да је Ђилас са Булатовићем договорио реконструкцију странке у ССП те да ће Ђилас бити председник странке. Ђилас је раније изјавио како не планира да купи ЗЕП—Зелени. Уз ЗЕП—Зелени, Левица Србије (ЛС), политичка странка коју предводи Стефановић, и десет покрета и појединаца удружили су се у ССП. Оснивачка скупштина одржана је 19. априла 2019, на којој је за председника изабран Ђилас, за заменика председника Стефановић, а за потпредседнике Булатовић и Мариника Тепић. Након оснивања, ССП је имала два мандата у Народној скупштини Србије и 13 у Скупштини града Београда.

### 2019—2021.
У септембру 2019. ССП је најавила да ће бојкотовати парламентарне изборе 2020, тврдећи да неће бити слободни и поштени. Касније истог месеца, СЗС се усагласио са ставом о бојкотовању избора. Масовни протести који су почели 2018. и формално су окончани у марту 2020. због проглашења пандемије ковида 19 у Србији. Након парламентарних избора у јуну 2020, СЗС је распуштен и потом трансформисан у Удружену опозицију Србије (УОПС), у којој је учествовала и ССП. Међутим, УОПС је била политичка нестабилна. ССП је у децембру 2020. најавила да ће формирати заједничку платформу са ПСГ у вези са међустраначким дијалозима о изборним условима. Томе се успротивила Народна странка (Народна), што је на крају довело до распуштања УОПС јануара 2021.
ССП је своју политичку платформу за међустраначке дијалоге представила у фебруару 2021. Дијалози су трајали од јула до октобра 2021, иако је ССП напустила дијалог у септембру 2021. након што је навела да је предложени документ „неприхватљив”, тврдећи да документ не нуди конкретна решења у вези са изборним условима. Након изласка из дијалога, ССП је обновила сарадњу са Народном, што је довело до најаве да ће учествовати у коалицији на општим изборима 2022. У новембру 2021. најављено је да ће Тепићева бити представница заједничке коалиције коју су углавном чинили ССП, Народна, ПСГ и Демократска странка (ДС).

### 2022—данас
Непосредно пре уставног референдума у јануару 2022, ССП је позвала грађане да не гласају на референдуму. Касније у јануару 2022, ССП је предложила Здравка Поноша из Народне за председничког кандидата заједничке коалиције. Ова коалиција је формализована у фебруару 2022. године под називом Уједињени за победу Србије (УЗПС), када је Понош потврђен за заједничког председничког кандидата. На парламентарним изборима, коалиција УЗПС је освојила 14 одсто гласова и 10 мандата у Народној скупштини, док је Понош освојио 18 одсто гласова бирача, заузевши друго место иза Александра Вучића, актуелног председника Србије. Поред тога, ССП је освојила 6 мандата у Скупштини града Београда на изборима за одборнике Скупштине града Београда 2022. Ђилас се после избора састао са Вучићем и разговарао о исходу избора за одборнике Скупштине града Београда. Његов потез су критиковали из Народне. ДС је додао и да се Ђилас пре састанка није консултовао са осталим члановима коалиције. То је на крају довело до распуштања УЗПС.
ССП је после избора најавила да ће формирати заједничку посланичку групу са ПСГ, Покретом за преокрет и Удруженим синдикатима Србије „Слога” у Народној скупштини и Скупштини града Београда. Коалиција је формализована под именом Уједињени. Ђилас је поново изабран за председника ССП у јулу 2022, док су Стефановић, Тепић и Булатовић задржали своје функције. Потпредседници странке постали су и Горан Петровић и Душан Никезић. Међутим, Булатовић је у децембру 2022. напустио ССП и посланичку групу Уједињени, тврдећи да Тепић наводно лобира за Српску напредну странку (СНС). Затим се састао са неколико министара у Влади пре него што је формирао групу грађана под називом Савез социјалдемократа у јануару 2023.
ССП је учествовала у масовним протестима 2023, који су почели након вишеструког убиства у ООШ „Владислав Рибникар” и околини Младеновца и Смедерева почетком маја 2023. У јулу 2023. посланичка група Уједињени променила је име у Правац Европа. У октобру 2023. ССП је постала део Србије против насиља (СПН), коалиције политичких странака које су организовале протесте 2023. СПН је најавила да ће учествовати на парламентарним, покрајинским и изборима за одборнике Скупштине града Београда 2023. Уз Мирослава Алексића из Народног покрета Србије, Тепић је најављена као један од представника СПН. На парламентарним изборима СПН је освојила 65 мандата, од којих је 16 припало ССП. После избора, СПН је организовао антивладине протесте који су трајали до 30. децембра. Током протеста, Тепић и други политичари ССП су штрајковали глађу.
Након конституисања 14. сазива Народне скупштине Србије, ССП је образовала заједничку посланичку групу са ПСГ. Ова група је распуштена у априлу 2024, након чега је ССП самостално формирала посланичку групу. Скупштина града Београда није конституисана јер није постигнут кворум на конститутивној седници. Потом су расписани нови избори за 2. јун. ССП се успротивила учешћу на новим ванредним изборима уз образложење да се изборни услови нису побољшали. Ово је на крају довело до распуштања коалиције СПН. Странке које су одлучиле да учествују на изборима формирале су листу Бирам борбу.
У октобру 2024. Жељко Веселиновић и Ђорђе Ђорђић напустили су посланичку групу ССП, док је Ђорђић у потпуности напустио ССП. У новембру су их следиле Соња Пернат и Ирена Живковић. Веселиновић је најавио формирање нове политичке странке пре 2025. године, а потом је најавио и формирање Радничке партије.

## Идеологија и платформа

### Политичке склоности
Ђилас је на оснивачкој скупштини у априлу 2019. навео да ће се ССП усредсредити на привредни просперитет и образовање, као и да ће донети Декларацију о помирењу српског и албанског народа по питању Косова и Метохије. Ова декларација је представљена у мају 2019, при чему је ССП навела да она „предвиђа пут решавања животних проблема људи [на Косову и Метохији]”. Представља опозицију СНС. ССП је подржала антикорупцију, а у новембру 2019. предложила је закон о „борби против корупције јавних функционера”. Тепић је напоменула да је предлог написан по узору на праксу бивше румунске антикорупцијске тужитељке Лауре Ковеси. ССП се такође противи „страначком запошљавању”, рекавши да „неће бити важно да ли сте члан странке, већ да ли имате квалификацију да радите одређени посао”. У јулу 2022. осудила је нападе на истраживачке новинаре.
Идеолошки, ССП је описана као социјалдемократска и друштвено либерална странка, док је на политичком спектру позиционирана на левом центру. Душан Спасојевић, професор Факултета политичких наука Универзитета у Београду, приметио је да је Ђилас унутар странке ближи политичком центру, док је Тепић окренута левици. Што се тиче социјалних питања, Спасојевић је ССП позиционирао на леви центар. ССП је подржала одржавање Европрајда 2022. у Београду.

### Привреда
Критиковала је повећање путарине у јуну 2019, тврдећи да се квалитет путева није побољшао од 2017. када су првобитно биле повећане путарине. Касније, у децембру 2019, ССП је на седници странке представила свој Предлог закона о пореклу имовине, којим би се, према Стефановићевим речима, одузимала имовина онима који не могу да докажу да су је стекли на законит начин. Према свом програму од 2020, ССП је гарантовала да ће извршити „спровођење пореске реформе којом ће се увести прогресивно опорезивање дохотка грађана и смањивање пореза и доприноса 60% нето зараде”, а изнела је и подршку укидању парафискалних пореза и увођењу пореских олакшица за донације и задужбине у здравству, култури и спорту.
Подржава финансирање бесплатних уџбеника и школских ужина за децу у Србији. У септембру 2022. навела је да „уколико би се смањила корупција и укинули непотребни пројекти, прикупило би се довољно пара за финансирање бесплатних уџбеника и већих плата за просветне раднике”. ССП је критиковала радничке услове у Србији и позвала на усвајање новог закона о раду који би према ССП „омогућио плате од којих може да се достојанствено живи”. Ђилас је навео и да се противи неолиберализму, рекавши да је „неолиберална идеологија не само погрешна, већ и опасна по живот”.
Критикујући слободну трговину са Кином, ССП наводи да то „доноси дугорочне последице по српску привреду, радна места и радне стандарде”.

### Спољна политика
Као проевропска странка, ССП подржава приступање Србије Европској унији, наводећи да је „будућност Србије у Европској унији”. ССП такође жели да Србија усклади своју спољну политику са Европском унијом и апелује на владу да настави интеграцију Србије у Европску унију. У марту 2023. усвојила је декларацију „Србија у ЕУ до 2030.”, а месец дана касније представила је свој програм „Правац Европа“, чији је циљ приближавање Србије Европској унији.
Након почетка инвазије Русије на Украјину, ССП је позвала на окончање рата у Украјини, изразила подршку територијалном интегритету Украјине и позвала на слање хуманитарне помоћи угроженом становништву. ССП се у почетку противила увођењу санкција Русији, али је ову позицију променила након општих избора 2022. Ђилас је касније критиковао политичку неутралност по том питању, наводећи да се „политичка неутралност у овом тренутку се третира као сврставање уз [Русију])”. Рекао је и да Србија треба да остане војно неутрална, али са јасним ставом по питању рата у Украјини. ССП је у новембру 2022. предложила Резолуцију којом би се спољна политика Србије ускладила са Европском унијом и увела санкције Русији.

### Домаћа и регионална питања
ССП је критиковала улагања Кине у инфраструктуру Србије, тврдећи да је „Србија постала прва кинеска колонија у Европи”. По питању Београда, ССП је у априлу 2021. изразила подршку раскиду уговора са инвеститором Београда на води. У мају 2019. позвала је на окончање „еколошког масакра” у Алексинцу, тврдећи да је дрвеће у центру Алексинца бесправно посечено. У јуну 2019. критиковала је Министарство заштите животне средине због квалитета ваздуха у Бору, тврдећи да је Влада игнорисала прекомерно загађење ваздуха сумпор-диоксидом и честицама тешких метала.
По питању регионалне сарадње, ССП је усвојила платформу у којој се залаже за помирење, сарадњу и прихватање различитости међу државама на Балкану. ССП је осудила масакр у Сребреници, наводећи да „11. јул треба да буде посвећен сребреничким жртвама”, а да „Балкан функционише на принципима толеранције и сарадње”.
ССП је критиковала приступ Владе Републике Србије према Косову и Метохији, као и владу Аљбина Куртија, сматравши да се до решења питања Косова и Метохије долази путем дијалога. ССП се у својој Декларацији о Косову и Метохији залагала за помирење Срба и Албанаца. Јелена Милошевић, посланица ССП, тврдила је да је Куртијева влада ауторитарна и да крши права Срба на Косову и Метохији. Током кризе на северу Косова и Метохије 2022. године, ССП је подржала оставке Срба из институција Владе Републике Косово.

### Карактеристике присталица
Према истраживању Фондације Хајнрих Бел из новембра 2020, присталице ССП су себе виделе као друштвено прогресивне и економски левичаре. Истраживачи су такође приметили да су бирачи са либералнијим становиштима и стремљењима такође били оријентисани ка ССП. Спасојевић је 2022. приметио да присталице СПП ближе заступају ставове Тепићеве него Ђиласа, наводећи да су њени гласачи проевропски оријентисани.

## Организација
ССП предводи Драган Ђилас, који је 2022. поново изабран за председника странке. Стефановић је заменик председника, док су Тепић, Никезић и Петровић потпредседници ССП. Поред њих, Велибор Павловић је председник Извршног одбора, Пеђа Митровић је генерални секретар, а Ана Стевановић је међународни секретар странке. Седиште ССП се налази у улици Војводе Степе 199 у Београду. ССП има омладинско крило под називом Млади ССП, као и женско крило под називом Женска мрежа.

### Међународна сарадња
У фебруару 2019. Ђилас се састао са Зораном Заевим, председником Социјалдемократског савеза Македоније, са којим је разговарао о сарадњи између две странке. Ђилас је као представник ССП учествовао на скупу који је у мају 2020. организовала Партија европских социјалиста (ПЕС), где је изнео став своје странке у вези са парламентарним изборима 2020. и Европском унијом. У новембру 2022. ССП је успоставила везе са Социјалдемократском партијом Аустрије која је изразила подршку да ССП буде примљена у ПЕС. Као представник ССП, Тепић је учествовала на Глобалном прогресивном форуму који је ПЕС организовао у децембру 2022. ССП је добила статус посматрача унутар ПЕС у новембру 2023.
У Парламентарној скупштини Савета Европе ССП представља Татјана Пашић, која је део Групе социјалиста, демократа и зелених, док у Конгресу локалних и регионалних власти ССП представља Марко Димић, који је заменик и „нерегистровани” члан.

### Списак председника
| Бр. | Бр. | Председник   | Председник | Рођење—смрт | Почетак мандата | Завршетак мандата |
| --- | --- | ------------ | ---------- | ----------- | --------------- | ----------------- |
| 1.  |     | Драган Ђилас |            | 1967—       | 19. април 2019. | данас             |

## Резултати на изборима

### Парламентарни избори
| Година | Вођа         | Гласови       | % од важећих  | Бр.           | Мандати  | Промена | Коалиција | Статус           |
| ------ | ------------ | ------------- | ------------- | ------------- | -------- | ------- | --------- | ---------------- |
| 2020.  | Драган Ђилас | бојкот избора | бојкот избора | бојкот избора | 0 / 250  | 2       | СЗС       | ванпарламентарна |
| 2022.  | Драган Ђилас | 520.469       | 14,09%        | 2.            | 10 / 250 | 10      | УЗПС      | опозиција        |
| 2023.  | Драган Ђилас | 902.450       | 24,32%        | 2.            | 15 / 250 | 5       | СПН       | опозиција        |

### Председнички избори
| Година | Кандидат      | 1. круг — гласови | 1. круг — гласови | % од важећих | 2. круг — гласови | 2. круг — гласови | % од важећих | Напомене       |
| ------ | ------------- | ----------------- | ----------------- | ------------ | ----------------- | ----------------- | ------------ | -------------- |
| 2022.  | Здравко Понош | 2.                | 698.538           | 18,84%       | —                 | —                 | —            | Подршка Поношу |

### Покрајински избори
| Година | Вођа         | Гласови       | % од важећих  | Бр.           | Мандати  | Промена | Коалиција | Статус           |
| ------ | ------------ | ------------- | ------------- | ------------- | -------- | ------- | --------- | ---------------- |
| 2020.  | Драган Ђилас | бојкот избора | бојкот избора | бојкот избора | 0 / 120  | 0       | СЗС       | ванпарламентарна |
| 2023.  | Драган Ђилас | 215.197       | 22,55%        | 2.            | 10 / 120 | 10      | СПН       | опозиција        |

### Избори за одборнике Скупштине града Београда
| Година | Вођа         | Гласови       | % од важећих  | Бр.           | Мандати | Промена | Коалиција | Статус           |
| ------ | ------------ | ------------- | ------------- | ------------- | ------- | ------- | --------- | ---------------- |
| 2022.  | Драган Ђилас | 195.335       | 21,78%        | 2.            | 6 / 110 | 7       | УЗПС      | опозиција        |
| 2023.  | Драган Ђилас | 325.429       | 35,39%        | 2.            | 8 / 110 | 2       | СПН       | Н/Д              |
| 2024.  | Драган Ђилас | бојкот избора | бојкот избора | бојкот избора | 0 / 110 | 8       | —         | ванпарламентарна |